# Tirreno-Adriatico 1998
Tirreno-Adriatico 1998 est la 33e édition de la course cycliste par étapes italienne Tirreno-Adriatico. L’épreuve se déroule entre le 11 et le 18 mars 1998, sur un parcours de 1 441 km.
Le vainqueur de la course est le Suisse Rolf Jaermann (Casino).
La deuxième étape, disputée sous la pluie, est marquée par une chute massive à une cinquantaine de kilomètres de l'arrivée. Plus de la moitié du peloton se retrouve au sol et les coureurs lésés réclament une neutralisation de la course pour permettre un regroupement avec le groupe des indemnes, désormais échappé. La direction de course refuse et le peloton principal finit l'étape au ralenti en protestation quelques minutes en dehors du délai d'élimination. 129 coureurs sont ainsi éliminés et seulement 50 sont au départ le lendemain pour la troisième étape.

## Classements des étapes
| Étape | Date    | Villes étapes                         | km    | Vainqueur d’étape | Leader du classement général |
| ----- | ------- | ------------------------------------- | ----- | ----------------- | ---------------------------- |
| 1     | 11 mars | Sorrente - Sorrente                   | 133,0 | Gabriele Balducci | Gabriele Balducci            |
| 2     | 12 mars | Sorrente - Baia Domizia               | 164,0 | Erik Zabel        | Gabriele Balducci            |
| 3     | 13 mars | Sessa Aurunca - Venafro               | 224,0 | Jan Svorada       | Gabriele Balducci            |
| 4     | 14 mars | Venafro - Tivoli                      | 215,0 | Gabriele Colombo  | Gabriele Balducci            |
| 5     | 15 mars | Tivoli - Torricella Sicura            | 208,0 | Rolf Sørensen     | Rolf Sørensen                |
| 6     | 16 mars | Teramo - Frontone                     | 167,0 | Giovanni Lombardi | Rolf Jaermann                |
| 7     | 17 mars | Civitanova Marche - Civitanova Marche | 164,0 | Erik Zabel        | Rolf Jaermann                |
| 8     | 18 mars | Grottammare - S.B del Tronto          | 133,0 | Erik Zabel        | Rolf Jaermann                |

## Classement général
|    | Cycliste             | Pays      | Équipe               | Temps            |
| -- | -------------------- | --------- | -------------------- | ---------------- |
| 1  | Rolf Jaermann        | Suisse    | Casino               | 38 h 27 min 30 s |
| 2  | Franco Ballerini     | Italie    | Mapei                | + 4 s            |
| 3  | Jens Heppner         | Allemagne | Telekom              | + 1 min 15 s     |
| 4  | Rolf Sørensen        | Danemark  | Rabobank             | + 13 min 15 s    |
| 5  | Zbigniew Spruch      | Pologne   | Mapei                | + 13 min 20 s    |
| 6  | Germano Pierdomenico | Italie    | Cantina Tollo        | + 13 min 22 s    |
| 7  | Nicola Loda          | Italie    | Ballan               | + 13 min 23 s    |
| 8  | Claudio Chiappucci   | Italie    | Ros Mary-Amica Chips | + 13 min 25 s    |
| 9  | Roberto Pistore      | Italie    | Riso Scotti          | + 13 min 27 s    |
| 10 | Servais Knaven       | Pays-Bas  | TVM                  | + 13 min 27 s    |